# Китайцы в Новой Зеландии
Китайцы в Новой Зеландии — новозеландцы китайского происхождения. Часть китайской диаспоры и пятая по численности этническая группа страны.
Первые иммигранты прибыли в Новую Зеландию из провинции Гуандун в течение 1860-х гг. во времена золотой лихорадки. В связи с этим до сих пор значима китайская диаспора в городе Данидин, на Южном острове. Несмотря на это, сегодня большая часть китайцев проживает на Северном острове, что связано с более поздними волнами миграции.

## Статистика
По данным последней переписи 2006 г., китайцы составляют 3,7 % от общего населения страны и образуют крупнейшую группу среди населения азиатского происхождения (около 42 % от всех азиатов Новой Зеландии). По данным переписи 2001 г., 75 % новозеландских китайцев родились за её пределами. В 2002 г. правительство страны публично извинилось перед китайцами за подушный налог, взимаемый с них 100 лет назад.
Также, по данным последней переписи, большая часть китайских иммигрантов моложе 25 лет, средний возраст китайского населения Новой Зеландии ниже среднего по стране. 12 % китайского населения проживают в Новой Зеландии менее года.